# 22ジャンプストリート
『22ジャンプストリート』（トゥエンティトゥ ジャンプストリート、原題：22 Jump Street）は、2014年のアメリカ合衆国のアクション・コメディ映画。
同名テレビシリーズを映画化した『21ジャンプストリート』の続編。主演はジョナ・ヒルとチャニング・テイタム、監督はフィル・ロードとクリストファー・ミラーと、前作と同じスタッフ・キャスト。日本では劇場未公開。

## ストーリー
前作の事件を解決した警官シュミットとジェンコの2人は、ある大学で起きた麻薬事件を捜査するため、その大学への潜入捜査を命じられる。
だが、ジェンコは花形のアメフト選手となって活躍、シュミットは女子大生と恋仲になり、2人ともミッションを忘れてキャンパスライフを謳歌し始めてしまう。

## キャスト
括弧内は日本語吹替
- モートン・シュミット: ジョナ・ヒル（奈良徹）
- グレッグ・ジェンコ: チャニング・テイタム（最上嗣生）
- ゴースト: ピーター・ストーメア（烏丸祐一）
- ディクソン警部: アイス・キューブ（白熊寛嗣）
- エリック: デイヴ・フランコ（早志勇紀）
- マヤ: アンバー・スティーヴンス（土井真理）
- ズーク: ワイアット・ラッセル（玉木雅士）
- メルセデス: ジリアン・ベル（品田美穂）
- ハーディ副部長: ニック・オファーマン（西村太佑）
- ルースター: ジミー・タトロ（櫻井トオル）
- スペンサー: クレイグ・ロバーツ
- ドクター・マーフィ: マーク・エヴァン・ジャクソン（英語版）
- デニス・ブッカー: リチャード・グリエコ（後藤光祐）
- アニー・シュミット: キャロライン・アーロン（品田美穂）
- デビッド・シュミット: ジョー・クレスト
- ウォルターズ先生: ロブ・リグル（クレジットなし）（西村太佑）
- ディクソン先生: クィーン・ラティファ（クレジットなし）（小林加奈）
- アンナ: アンナ・ファリス（クレジットなし）（村中知）
- 料理学校の悪役: ビル・ヘイダー（クレジットなし）
- 歴史の教授: パットン・オズワルト（クレジットなし）（あべそういち）
- モートン・シュミットの代役: セス・ローゲン（クレジットなし）（櫻井トオル）

## 作品の評価
批評家からは概ね高評価を得ている。Rotten Tomatoesによれば、批評家の一致した見解は「主演スター2人のブロマンス的ケミストリー、そして前作をとても楽しいものにしていた間抜けで気の利いたユーモアが一段と増した『22ジャンプストリート』は、オリジナルに改良を加えている稀な続編である。」であり、220件の評論のうち高評価は85%にあたる186件で、平均して10点満点中6.96点を得ている。
Metacriticによれば、46件の評論のうち、高評価は38件、賛否混在は8件、低評価はなく、平均して100点満点中71点を得ている。